# عيادة كنعان الصديد
عيادة بن كنعان الصديد (1940 - 26 كانون الثاني 2023) شيخ عشيرة عربي،  ومسؤول عراقي بعثي في عهد الرئيسين أحمد حسن البكر ثم صدام حسين، اشترك في انقلاب 17 تموز 1968، وعُيّنَ بعدئذٍ محافظاً لمحافظة المثنى فكان أول محافظيها بعد إنشائها،  ثم محافظاً لمحافظة ديالى في 24 نيسان سنة 1974، وعُيّن مرّتين محافظاً لمحافظة صلاح الدين إحداهما من يوم 19 شباط سنة 1976 حتى سنة 1980، والأخرى في سنة 1981 و1982، وفي سنة 1982 كان عضواً في المجلس الوطني العراقي،  وصار مستشاراً لرئيس الجمهورية.
درَسَ المرحلةَ الإعدادية في المدرسة الثانوية بالشويخ في الكويت سنة 1954 و1955، مهنته محامي، قالت مجلة المشاهد السياسي إن "الفيصل بعثي انتظم للحزب بترشيح من ابن عمه عيادة الصديد وصديقه صدام، والثلاثة زملاء في كلية الحقوق". وكان طالباً من اللاجئين السياسيين البعثيين في مصر سنة 1963، وعاد إلى العراق بعد حركة 8 شباط 1963 إذ صدر البيان رقم 19 عن المجلس الوطني لقيادة الثورة المتعلق بعودة العراقيين من الخارج ذُكرَ فيه (ندعو كافة الاشخاص السياسيين الوطنيين الذين هم خارج العراق والذين غادروه نتيجة لحكم عبد الكريم قاسم للعودة الى الوطن الحبيب بعد ان تحرر من الحكم الفاسد للمساهمة في خدمة وطنهم).[بحاجة لمصدر]
وهو أحد شيوخ عشيرة الصايح من قبيلة شمر،  اسمه عيادة بن كنعان بن ميزر بن مطلق الصديد، له أربعة أبناء، فارس وفراس وزيد وثامر،  ذكرَ طالب الحسن في كتابه حكومة القرية أن شخصية فارس الكنعان في رواية الأيام الطويلة تدلّ على عيادة الصديد نفسه، على اعتبار أن عيادة الصديد كان مشاركاً لصدام حسين في مسيرته في تلك الفترة، قال عبد الأمير معلة في روايته الأيام الطويلة "كان مُضيفهم هو أخا فارس الكنعان..فهذه قرية الصديدية التي تتناثر بيوتها على حافة أرض العراق تماماً"،  وكان عيادةُ من الذين بعثهم الرئيس صدام حسين إلى الأردن لإقناع حسين كامل بالرجوع إلى العراق،  قال إبراهيم الزبيدي "في 22 كانون الثاني 1996، حضر عياده الصديد (محافظ تكريت السابق) إلى عمّان حاملاً وثيقة العفو الصادر عن مجلس قيادة الثورة، مؤكداً أن القائد وضع يده على شاربه، وتعهد بسلامته وشقيقه إذا عاد إلى الوطن".
وفي سنة 1964 لجأ صدام حسين إلى بيت أخي عيادة، اسمه حواس الصديد بالصليخ الستمية في بغداد، واعتقل من هناك،  ذُكر في محاكمة صدام حسين في شهادة متعلقة بقضية الدجيل يومَ 6 كانون الثاني سنة 2005 شهدَ بها محمد عزاوي عليّ أن عيادة كنعان الصديد كان حاضراً في موقع اعتقال عوائل متهمة بالاشتراك في محاولة اغتيال صدام حسين. ولا تزال منطقة الناعمة من ديار عشيرة الصائح الشمرية في شرق قضاء تكريت.

خارطة قبائل العراق سنة 1930 وفيها ديار عشيرة الصائح الشمرية في شرق قضاء تكريت في منطقة الناعمة وما حولها

## معنى الصديد
قال ثامر العامري في موسوعة العشائر العراقية "وقد أضيف لقب (الصديد) لقبيلة الصائح نتيجة نقاش حاد دار بين مطلك الجرباء ومطلك خيال الرشراش حول مشكلة عابرة وعندما احتدم النقاش صدَّ (أدار) مطلك الرشراش وجهه عن مطلك الجرباء وانصرف عنه فصارت كلمة (صدّ) لقباً مضافاً لهذه القبيلة علماً بأن كل من آل جرباء وآل صديد هم أولاد عمومة، وهذا ما ذكره لي الشيخ عيادة كنعان الصديد".

## وصلات خارجية
- صور لعيادة الصديد مع صدام حسين حين كانا طالبين في القاهرة ، .